# Алмајра (Вашингтон)
Алмајра (енгл. Almira) град је у америчкој савезној држави Вашингтон. По попису становништва из 2010. у њему је живело 284 становника.

## Демографија
Према попису становништва из 2010. у граду је живело 284 становника, што је 18 (6,0%) становника мање него 2000. године.
| Група             | 2000.       | 2010.       |
| Белци             | 280 (92,7%) | 267 (94,0%) |
| Афроамериканци    | 2 (0,7%)    | 0 (0,0%)    |
| Азијати           | 5 (1,7%)    | 2 (0,7%)    |
| Хиспаноамериканци | 4 (1,3%)    | 5 (1,8%)    |
| Укупно            | 302         | 284         |